# Agnes Relle
Agnes Relle (* 17. März 1959 in Stuttgart) ist eine deutsche literarische Übersetzerin.

## Leben
Agnes Relle wurde als Tochter ungarischer Eltern, die nach dem niedergeschlagenen Ungarischen Volksaufstand von 1956 ihr Heimatland verlassen mussten, in Stuttgart geboren. Im Alter von vier Jahren zog sie mit ihren Eltern nach Erlangen, wo sie das humanistische Gymnasium Fridericianum besuchte. Zweisprachig aufgewachsen, lebte Agnes Relle nach ihrem Abitur 1978 zwei Monate lang in Budapest. Einen anschließenden Aufenthalt in Paris beendete sie mit dem Erwerb des Diplôme de langue. Für ein Studium der Geisteswissenschaften zog sie nach München: zunächst immatrikulierte sie sich für Französisch und Kunstgeschichte, danach für Germanistik und Geschichte im Lehramt.
Nach ihrem Staatsexamen unterrichtete sie ab Herbst 1987 an Sprachschulen in Budapest Deutsch. In dieser Zeit entstanden erste Übersetzungen. Von 1988 bis 1992 arbeitete sie an der Sprachabteilung des Goethe-Instituts in Budapest, daneben zwei Jahre lang auch am Institut für Germanistik der Eötvös-Loránd-Universität. 1992 siedelte Agnes Relle wieder nach München um.
Drei Jahre später, 1995, erschien ihre erste Übersetzung in Buchform: László Darvasis Erzählungen Das traurigste Orchester der Welt (A világ legszomorúbb zenekara). Seitdem ist sie hauptberuflich als literarische Übersetzerin und Kulturvermittlerin tätig. In zwei Bänden für die Literaturzeitschrift die horen präsentierte sie ungarische Gegenwartsliteratur für ein deutsches Publikum.  Durch die Auswahl der Texte zeichnete sie „ein differenziertes Bild der politischen Situation im Ungarn Viktor Orbáns“ und machte Antworten der Autoren auf Nationalismus, Ausgrenzung und Fremdenhass sichtbar. Den zweiten der beiden Bände, Von der unendlichen Ironie des Seins (2016), bezeichnete Gregor Dotzauer im Tagesspiegel als „Meilenstein in der aktuellen deutsch-ungarischen Literaturvermittlung“.
Für ihre übersetzerische Arbeit ist Agnes Relle mehrfach ausgezeichnet worden. Die Jury des Übersetzerpreises der Landeshauptstadt München urteilte 2021, dass Agnes Relle „etwas von dem Schweben des Ungarischen“ auch in die deutsche Sprache hinüberbringe; „die mal einfachen, mal gestaffelten, sich zunehmend verdichtenden, sodann klangvoll ausschwingenden Satzgebilde in Imre Kertész‘ Roman ,Fiasko´ sind dafür ein Beispiel.“ Sie zeige eine „akrobatische sprachliche und intellektuelle Gelenkigkeit“.
Agnes Relle ist Mutter einer Tochter (* 1992) und eines Sohnes (* 1995). Sie lebt in Budapest und München.

## Auszeichnungen
- 2006 Nominierung für den Übersetzerpreis der Leipziger Buchmesse
- 2012 Europäischer Übersetzerpreis Offenburg (Förderpreis)
- 2021 Übersetzerpreis der Landeshauptstadt München

## Herausgeberschaft
- Bestiarium Hungariae. Hier und dort – Ungarische Identitäten, die horen, Bd. 195, Bremerhaven 1999.
- Von der unendlichen Ironie des Seins. Ungarische Ungereimtheiten, die horen, Bd. 264, Göttingen 2016.

## Übersetzungen

### Aus dem Ungarischen (Auswahl)
- Attila Bartis: Die Ruhe, Suhrkamp, Frankfurt am Main 2005, ISBN 3-518-41682-0.
- László Darvasi: Das traurigste Orchester der Welt, Rowohlt, Berlin 1995, ISBN 3-87134-209-2.
- László Darvasi: Eine Frau besorgen. Kriegsgeschichten, Suhrkamp, Frankfurt am Main 2003, ISBN 3-518-12448-X (Weitere Übersetzer: Heinrich Eisterer, Terézia Mora).
- François Fejtő: Reise nach Gestern, Matthes & Seitz, Berlin 2012, ISBN 978-3-88221-552-6.
- Stefi Geyer: Materialien zu ihrer Biografie, hrsg. von Helga Váradi und Dominik Sackmann, Peter Lang, Bern 2020, ISBN 978-3-0343-3769-4 (Briefwechsel mit Béla Bartók).
- Imre Kertész: Fiasko, Rowohlt, Berlin 1999, ISBN 3-87134-212-2 (Co-Übersetzer: György Buda).
- Noémi Kiss: Was geschah, während wir schliefen, Matthes & Seitz, Berlin 2009, ISBN 978-3-88221-743-8.
- László Márton: Die schattige Hauptstraße, Zsolnay, Wien 2003, ISBN 3-552-05221-6.
- Gergely Péterfy: Baggersee, Zsolnay, Wien 2008, ISBN 3-552-05430-8.
- Zsuzsa Selyem: Neun Kilo, Merz und Solitude, Stuttgart 2006, ISBN 3-937158-21-9 (mit Werner D. Stichnoth).
- Péter Zilahy: Drei, Edition Solitude, Stuttgart 2003, ISBN 3-929085-83-6  (Co-Übersetzerin: Terézia Mora).

### Aus dem Französischen
- François Fejtő: Gott, der Mensch und sein Teufel. Gedanken über das Böse und den Lauf der Geschichte, Matthes & Seitz, Berlin 2014, ISBN 978-3-88221-394-2 (mit Werner D. Stichnoth).